# 罗密欧·贝内蒂
罗密欧·贝内蒂（義大利語：Romeo Benetti，1945年10月20日—），意大利男子足球运动员，场上位置是中场。他曾代表意大利参加1974年和1978年国际足联世界杯，及1980年欧洲足球锦标赛。